# HTC Uhlenhorst Mülheim
Maillots
Hockey- und Tennisclub Uhlenhorst e.V. Mülheim, également connu sous le nom de HTC Uhlenhorst Mülheim, est un club de hockey sur gazon allemand basé à Mülheim, Rhénanie-du-Nord-Westphalie. Ils sont l'un des clubs de hockey sur gazon allemands les plus titrés ayant remporté neuf titres européens entre 1988 et 1996. Ils ont également remporté le plus de titres en Bundesliga avec 18.

## Honneurs

### Hommes
Bundesliga
- Champions (18): 1949–1950, 1953–1954, 1954–1955, 1956–1957, 1957–1958, 1959–1960, 1963–1964, 1984–1985, 1985–1986, 1986–1987, 1987–1988, 1989–1990, 1990–1991, 1993–1994, 1994–1995, 1996–1997, 2017–2018, 2018–2019
- Vice-champions (10): 1950–1951, 1952–1953, 1958–1959, 1960–1961, 1988–1989, 1991–1992, 1995–1996, 2010–2011, 2012–2013, 2019–2021

Coupe d'Europe de hockey sur gazon des clubs champions
- Champions (9): 1988, 1989, 1990, 1991, 1992, 1993, 1994, 1995, 1996
- Vice-champions (1): 1986

Bundesliga en salle
- Champions (3): 1986–1987, 2013–2014, 2015–2016
- Vice-champions (2): 1984–1985, 2012–2013

Coupe d'Europe des clubs de hockey en salle
- Champions (2): 2015, 2017

### Femmes
Bundesliga
- Vice-champions (1): 2014–2015